# Смрє
Смрє (словен. Smrje) — поселення в общині Ілірська Бистриця, Регіон Нотрансько-крашка, Словенія. Висота над рівнем моря: 467,5 м.